# Oxygen: Inhale
Oxygen: Inhale è il settimo album studio del gruppo musicale canadese Thousand Foot Krutch, pubblicato nel 2014.

## Tracce
1. Like a Machine – 3:43
2. Untraveled Road – 3:55
3. Born This Way – 3:25
4. Set Me on Fire – 3:48
5. Give It to Me – 3:39
6. I See Red – 4:10
7. Light Up – 2:57
8. In My Room – 4:39
9. Oxygen – 3:51
10. Glow – 3:20

## Formazione
- Trevor McNevan - voce, chitarra
- Joel Bruyere - basso
- Steve Augustine - batteria, percussioni
- Aaron Sprinkle - tastiere, chitarra